# آلفونس رنیه
آلفونس رنیه (فرانسوی: Alphonse Renier‎) بازیکن فوتبال اهل بلژیک بود.
وی به‌همراه تیم ملی فوتبال بلژیک به مقام سوم بازی‌های المپیک تابستانی ۱۹۰۰ رسیده‌است.